# Skarżynci (rejon chmielnicki)
Skarżynci (ukr. Ска́ржинці) – wieś na Ukrainie w rejonie chmielnickim obwodu chmielnickiego.